# Park Yeonghan
Park Yeonghan (Hangul: 박영한) fue un escritor surcoreano.

## Biografía
Park Yeonghan nació el 14 de septiembre de 1947 en Busan, Corea del Sur. Se graduó de Literatura coreana en la Universidad Yonsei de Seúl.
Solicitó entrar en la Escuela de Leyes de la Universidad de Corea, pero fue rechazado y pasó tres años viajando por los campos de Corea trabajando como obrero y conviviendo con prostituras, ladrones, vagabundos y otros marginados sociales. Fue admitido en la Universidad Yonsei, pero dos días después de entrar se ofreció de voluntario para ir a la Guerra de Vietnam. Al regresar a Corea escribió El lejano río Ssongba (Meonameon ssongbagang, 1977), basado en sus experiencias en la guerra. Ganó el segundo Premio al Escritor Actual, la novela vendió 100.000 copias y lo convirtió en una celebridad.
Falleció el 23 de agosto de 2006.

## Obra
Su mundo literario está inspirado en gran parte por sus experiencias y puede dividirse en grupos temáticos o de estilo según la experiencia que describe. Las novelas Amor en Umukbaemi (Umukbaemiui sarang) y La familia de Wang Lung (Wangung ilga, 1988), productos de la vida del escritor en la aldea Ssukbaemi, a las afueras de Seúl, retratan de forma realista la vida corriente de la gente en la periferia de la modernización con un lenguaje emotivo, descriptivo y a menudo cómico, que señala un cambio del estilo de escritura conciso que utilizó en El lejano río Ssonngba. Aunque la temática de su obra es tan variada como las experiencias que ha tenido a lo largo de su vida, refleja preocupación sobre la corrupción del ser humano por las fuerzas externas, ya sea por la guerra ideológica que describe en El lejano río Ssongba o la industrialización del mundo rural en Amor en Umukbaemi.
También es conocido por su estilo de escritura "honesto", que evita la experimentación y muestra más interés en la experiencia que en el argumento.

## Obras en coreano (lista parcial)
Relatos cortos
- "Una habitación sobre el suelo" (Jisangui bang han kan)
- "Una temporada pasada en la cárcel" (Jiogeseo bonaen hancheol)

Novelas
- Amanecer de la humanidad (Inganui saebyeok, 1980)
- Al aire libre (Nocheoneseo, 1981)
- Un hombre libre solitario (Sseulsseulhan jayuin, 1983)
- Diecinueve alas (Yeol ahobui nalgae, 1985
- Mi amigo Papillon (Nae chingu Ppappiyong, 1989)
- Arabescos (Arabaeseukeu, 1990)

## Premios
- Premio Yonsei de literatura (1976)
- Premio para escritores actuales (1978)
- Premio literario Dong-in (1988)
- Premio literario Yonam (1988)